# Svájc az 1952. évi téli olimpiai játékokon
Svájc a norvégiai Oslóban megrendezett 1952. évi téli olimpiai játékok egyik részt vevő nemzete volt. Az országot az olimpián 7 sportágban 55 sportoló képviselte, akik összesen 2 érmet szereztek.

## Érmesek
| Érem  | Versenyző                                                     | Sportág | Versenyszám  |
| ----- | ------------------------------------------------------------- | ------- | ------------ |
| Bronz | Fritz Feierabend Stephan Waser                                | Bob     | Férfi kettes |
| Bronz | Fritz Feierabend Albert Madörin André Filippini Stephan Waser | Bob     | Férfi négyes |

## Alpesisí
Férfi
| Versenyző         | Versenyszám      | 1. futam | 1. futam | 2. futam | 2. futam | Összesítés | Összesítés |
| Versenyző         | Versenyszám      | Idő      | Hely.    | Idő      | Hely.    | Idő        | Helyezés   |
| ----------------- | ---------------- | -------- | -------- | -------- | -------- | ---------- | ---------- |
| Franz Bumann      | Műlesiklás       | 1:02,7   | 15.      | 1:02,1   | 7.       | 2:04,8     | 10.        |
| Fernand Grosjean  | Óriás-műlesiklás |          |          |          |          | 2:33,8     | 11.        |
| Bernhard Perren   | Lesiklás         |          |          |          |          | 2:46,1     | 26.        |
| Bernhard Perren   | Műlesiklás       | 1:03,4   | 16.      | 1:06,7   | 24.      | 2:10,1     | 21.        |
| Bernhard Perren   | Óriás-műlesiklás |          |          |          |          | 2:33,1     | 8.         |
| Gottlieb Perren   | Lesiklás         |          |          |          |          | 2:37,1     | 10.        |
| Fredy Rubi        | Lesiklás         |          |          |          |          | 2:32,5     | 4.         |
| Fredy Rubi        | Műlesiklás       | 1:03,6   | 17.      | 59,7     | 1.       | 2:03,3     | 7.         |
| Fredy Rubi        | Óriás-műlesiklás |          |          |          |          | 2:34,0     | 12.        |
| Georges Schneider | Lesiklás         |          |          |          |          | 2:37,0     | 9.         |
| Georges Schneider | Műlesiklás       | 1:11,5   | 48.      | kiesett  | kiesett  | kiesett    | kiesett    |
| Georges Schneider | Óriás-műlesiklás |          |          |          |          | 2:31,2     | 5.         |

Női
| Versenyző                | Versenyszám      | 1. futam | 1. futam | 2. futam | 2. futam | Összesítés | Összesítés |
| Versenyző                | Versenyszám      | Idő      | Hely.    | Idő      | Hely.    | Idő        | Helyezés   |
| ------------------------ | ---------------- | -------- | -------- | -------- | -------- | ---------- | ---------- |
| Edmée Abetel             | Műlesiklás       | 1:13,9   | 23.      | 1:14,4   | 31.      | 2:28,3     | 25.        |
| Olivia Ausoni            | Műlesiklás       | 1:07,4   | 5.*      | 1:09,6   | 16.      | 2:17,0     | 10.        |
| Madeleine Chamot-Berthod | Lesiklás         |          |          |          |          | 1:50,7     | 6.         |
| Madeleine Chamot-Berthod | Műlesiklás       | 1:06,7   | 3.       | 1:08,2   | 12.      | 2:14,9     | 6.         |
| Madeleine Chamot-Berthod | Óriás-műlesiklás |          |          |          |          | kizárták   | kizárták   |
| Silvia Glatthard         | Lesiklás         |          |          |          |          | 1:54,9     | 15.*       |
| Silvia Glatthard         | Óriás-műlesiklás |          |          |          |          | 2:23,1     | 29.        |
| Ida Schöpfer             | Lesiklás         |          |          |          |          | 1:53,0     | 10.*       |
| Ida Schöpfer             | Műlesiklás       | 1:24,3   | 34.      | kizárták | kizárták | kiesett    | kiesett    |
| Ida Schöpfer             | Óriás-műlesiklás |          |          |          |          | 2:16,6     | 16.        |
| Idly Walpoth             | Lesiklás         |          |          |          |          | 1:53,8     | 12.        |
| Idly Walpoth             | Óriás-műlesiklás |          |          |          |          | 2:20,8     | 25.        |

* - egy másik versenyzővel azonos eredményt ért el

## Bob
| Versenyző                                                     | Versenyszám | 1. futam | 1. futam | 2. futam | 2. futam | 3. futam | 3. futam | 4. futam | 4. futam | Összesítés | Összesítés |
| Versenyző                                                     | Versenyszám | Idő      | Hely.    | Idő      | Hely.    | Idő      | Hely.    | Idő      | Hely.    | Idő        | Helyezés   |
| ------------------------------------------------------------- | ----------- | -------- | -------- | -------- | -------- | -------- | -------- | -------- | -------- | ---------- | ---------- |
| Fritz Feierabend Stephan Waser                                | Kettes      | 1:22,13  | 4.       | 1:22,46  | 4.       | 1:21,67  | 3.       | 1:21,45  | 2.       | 5:27,71    |            |
| Felix Endrich Werner Spring                                   | Kettes      | 1:22,14  | 5.       | 1:22,32  | 3.       | 1:22,50  | 4.       | 1:22,19  | 4.       | 5:29,15    | 4.         |
| Fritz Feierabend Albert Madörin André Filippini Stephan Waser | Négyes      | 1:18,67  | 4.       | 1:18,08  | 3.       | 1:17,40  | 4.       | 1:17,55  | 2.       | 5:11,70    |            |
| Felix Endrich Fritz Stöckli Franz Kapus Werner Spring         | Négyes      | 1:17,75  | 3.       | 1:19,45  | 5.       | 1:17,88  | 5.       | 1:18,90  | 6.       | 5:13,98    | 4.         |

## Északi összetett
| Versenyző        | Síugrás  | Síugrás  | Síugrás  | Síugrás  | Síugrás  | Síugrás  | Síugrás | Síugrás | Sífutás | Sífutás | Sífutás | Összesítés | Összesítés |
| Versenyző        | 1. ugrás | 1. ugrás | 2. ugrás | 2. ugrás | 3. ugrás | 3. ugrás | Össz.   | Össz.   | Sífutás | Sífutás | Sífutás | Összesítés | Összesítés |
| Versenyző        | Távolság | Pont     | Távolság | Pont     | Távolság | Pont     | Pont    | Hely.   | Idő     | Pont    | Hely.   | Pont       | Helyezés   |
| ---------------- | -------- | -------- | -------- | -------- | -------- | -------- | ------- | ------- | ------- | ------- | ------- | ---------- | ---------- |
| Alfons Supersaxo | 61,0     | (99,0)   | 60,5     | 99,5     | 62,5     | 102,0    | 201,5   | 9.      | 1:09:38 | 213,696 | 8.      | 415,196    | 10.        |

## Jégkorong
| Svájci férfi jégkorongcsapat-játékoskeret                                                      | Svájci férfi jégkorongcsapat-játékoskeret                                                      | Svájci férfi jégkorongcsapat-játékoskeret                                         |
| ---------------------------------------------------------------------------------------------- | ---------------------------------------------------------------------------------------------- | --------------------------------------------------------------------------------- |
| - Hans Bänninger - Gian Bazzi - François Blank - Bixio Celio - Reto Delnon - Walter Paul Dürst | - Émile Golaz - Emil Handschin - Paul Hofer - Willy Pfister - Gebhard Poltera - Ulrich Poltera | - Otto Schläpfer - Otto Schubiger - Alfred Streun - Hans-Martin Trepp - Paul Wyss |

### Eredmények
| 1952. február 16. | Svájc (SUI) | 12 – 0 (2–0, 2–0, 8–0) | Finnország | Oslo |

|  |  |  |  |  |
|  |  |  |  |  |
|  |  |  |  |  |
|  |  |  |  |  |

| 1952. február 17. | Svájc (SUI) | 6 – 3 (4–1, 2–2, 0–0) | Lengyelország | Oslo |

|  |  |  |  |  |
|  |  |  |  |  |
|  |  |  |  |  |
|  |  |  |  |  |

| 1952. február 18. | Norvégia (NOR) | 2 – 7 (0–4, 2–2, 0–1) | Svájc | Oslo |

|  |  |  |  |  |
|  |  |  |  |  |
|  |  |  |  |  |
|  |  |  |  |  |

| 1952. február 19. | Egyesült Államok (USA) | 8 – 2 (4–1, 3–0, 1–1) | Svájc | Oslo |

|  |  |  |  |  |
|  |  |  |  |  |
|  |  |  |  |  |
|  |  |  |  |  |

| 1952. február 21. | Kanada (CAN) | 11 – 2 (4–0, 5–0, 2–2) | Svájc | Oslo |

|  |  |  |  |  |
|  |  |  |  |  |
|  |  |  |  |  |
|  |  |  |  |  |

| 1952. február 22. | Csehszlovákia (TCH) | 8 – 3 (0–2, 2–1, 6–0) | Svájc | Oslo |

|  |  |  |  |  |
|  |  |  |  |  |
|  |  |  |  |  |
|  |  |  |  |  |

| 1952. február 23. | Svédország (SWE) | 5 – 2 (1–1, 4–0, 0–1) | Svájc | Oslo |

|  |  |  |  |  |
|  |  |  |  |  |
|  |  |  |  |  |
|  |  |  |  |  |

| 1952. február 24. | Svájc (SUI) | 6 – 3 (1–1, 3–1, 2–1) | Németország | Oslo |

|  |  |  |  |  |
|  |  |  |  |  |
|  |  |  |  |  |
|  |  |  |  |  |

Végeredmény
| Csapat                 | M | Gy | D | V | G+ | G– | Gk  | P   |
| ---------------------- | - | -- | - | - | -- | -- | --- | --- |
| Kanada (CAN)           | 8 | 7  | 1 | 0 | 71 | 14 | +57 | 15  |
| Egyesült Államok (USA) | 8 | 6  | 1 | 1 | 43 | 21 | +22 | 13  |
| Svédország (SWE)       | 8 | 6  | 0 | 2 | 48 | 19 | +29 | 12* |
| Csehszlovákia (TCH)    | 8 | 6  | 0 | 2 | 47 | 18 | +29 | 12* |
| Svájc (SUI)            | 8 | 4  | 0 | 4 | 40 | 40 | 0   | 8   |
| Lengyelország (POL)    | 8 | 2  | 1 | 5 | 21 | 56 | –35 | 5   |
| Finnország (FIN)       | 8 | 2  | 0 | 6 | 21 | 60 | –39 | 4   |
| Németország (GER)      | 8 | 1  | 1 | 6 | 21 | 53 | –32 | 3   |
| Norvégia (NOR)         | 8 | 0  | 0 | 8 | 15 | 46 | –31 | 0   |

* - Svédország és Csehszlovákia nyolc mérkőzés után egyenlő pontszámmal és gólkülönbséggel állt a harmadik helyen, ezért helyosztó mérkőzésre került sor, amelyet Svédország nyert meg 5–3-ra.
| Csapat | Helyezés |
| ------ | -------- |
| Svájc  | 5.       |

## Műkorcsolya
| Versenyző                         | Versenyszám  | Kötelező elemek   | Kötelező elemek | Kűr               | Kűr   | Összesítés                     | Összesítés                     | Összesítés                     | Összesítés                     | Összesítés                     | Összesítés                     | Összesítés                     | Összesítés                     | Összesítés                     | Összesítés        | Összesítés  | Összesítés | Összesítés |
| Versenyző                         | Versenyszám  | Kötelező elemek   | Kötelező elemek | Kűr               | Kűr   | Helyezési pontszámok bírónként | Helyezési pontszámok bírónként | Helyezési pontszámok bírónként | Helyezési pontszámok bírónként | Helyezési pontszámok bírónként | Helyezési pontszámok bírónként | Helyezési pontszámok bírónként | Helyezési pontszámok bírónként | Helyezési pontszámok bírónként | Több. hely. száma | Hely. össz. | Pont       | Helyezés   |
| Versenyző                         | Versenyszám  | Több. hely. száma | Hely.           | Több. hely. száma | Hely. | 1                              | 2                              | 3                              | 4                              | 5                              | 6                              | 7                              | 8                              | 9                              | Több. hely. száma | Hely. össz. | Pont       | Helyezés   |
| --------------------------------- | ------------ | ----------------- | --------------- | ----------------- | ----- | ------------------------------ | ------------------------------ | ------------------------------ | ------------------------------ | ------------------------------ | ------------------------------ | ------------------------------ | ------------------------------ | ------------------------------ | ----------------- | ----------- | ---------- | ---------- |
| François Pache                    | Férfi egyéni | 6×10+             | 9.              | 6×12+             | 11.   | 12,0                           | 9,0                            | 9,0                            | 14,0                           | 10,0                           | 9,0                            | 9,0                            | 11,0                           | 9,0                            | 5×9+              | 92,0        | 1259,3     | 9.         |
| Suzanne Wirz                      | Női egyéni   | 6×15+             | 15.             | 6×17+             | 16.   | 14,0                           | 13,0                           | 16,0                           | 12,0                           | 14,0                           | 17,0                           | 16,0                           | 17,0                           | 17,0                           | 6×16+             | 136,0       | 1220,2     | 15.        |
| Yolande Jobin                     | Női egyéni   | 6×16+             | 16.             | 6×17+             | 17.   | 17,0                           | 18,0                           | 18,0                           | 14,0                           | 18,0                           | 15,0                           | 19,0                           | 16,0                           | 16,0                           | 5×17+             | 151,0       | 1192,3     | 18.        |
| Silvia Grandjean Michel Grandjean | Páros        |                   |                 |                   |       | 8,0                            | 7,0                            | 7,0                            | 7,0                            | 3,0                            | 5,0                            | 6,0                            | 5,0                            | 5,0                            | 8×7+              | 53,0        | 92,7       | 7.         |

## Sífutás
Férfi
| Versenyző                                                   | Versenyszám     | Eredmény | Helyezés |
| ----------------------------------------------------------- | --------------- | -------- | -------- |
| Karl Bricker                                                | 18 km           | 1:12:19  | 46.      |
| Alfred Kronig                                               | 18 km           | 1:10:12  | 30.      |
| Walter Lötscher                                             | 18 km           | 1:10:45  | 35.      |
| Alfons Supersaxo                                            | 18 km           | 1:09:38  | 26.      |
| Josef Schnyder                                              | 18 km           | 1:10:51  | 37.      |
| Josef Schnyder                                              | 50 km           | 4:18:45  | 20.      |
| Otto Beyeler                                                | 50 km           | 4:06:15  | 15.      |
| Karl Hischier                                               | 50 km           | 4:13:46  | 17.      |
| Alfred Roch                                                 | 50 km           | 4:09:39  | 16.      |
| Fritz Kocher Walter Lötscher Alfred Kronig Alfons Supersaxo | 4 × 10 km váltó | 2:38:00  | 9.       |

## Síugrás
| Versenyző        | 1. ugrás | 1. ugrás | 1. ugrás | 2. ugrás | 2. ugrás | 2. ugrás | Összesítés | Összesítés |
| Versenyző        | Távolság | Pont     | Hely.    | Távolság | Pont     | Hely.    | Pont       | Helyezés   |
| ---------------- | -------- | -------- | -------- | -------- | -------- | -------- | ---------- | ---------- |
| Andreas Däscher  | 62,0     | 102,5    | 15.      | 61,0     | 98,0     | 21.*     | 200,5      | 16.*       |
| Hans Däscher     | 61,0     | 98,5     | 22.      | 60,0     | 100,0    | 17.*     | 198,5      | 20.        |
| Jacques Perreten | 61,0     | 99,0     | 21.      | 59,0     | 94,0     | 27.*     | 193,0      | 23.        |
| Fritz Schneider  | 59,5     | 96,0     | 27.      | 59,5     | 93,5     | 30.      | 189,5      | 26.        |

* - egy másik versenyzővel azonos eredményt ért el